# PWS-26
PWS-26 – polski samolot szkolno-treningowy z okresu międzywojennego.

## Historia

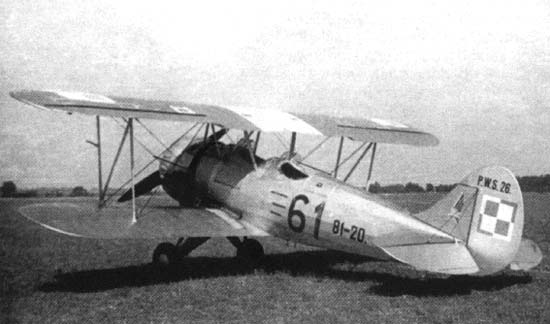
PWS-26

W 1935 roku inż. August Bobek-Zdaniewski z biura konstrukcyjnego Podlaskiej Wytwórni Samolotów (PWS) opracował udoskonaloną odmianę samolotu szkolno-treningowego PWS-16 bis, którą oznaczono jako PWS-26. W konstrukcji tej uwzględniono też doświadczenia płynące z produkowanej na licencji maszyny PWS-18. 
Samolot ten był przeznaczony do treningu pilotów w lotach nurkowych, do bombardowania z lotu nurkowego, a także do akrobacji, nauki strzelania myśliwskiego oraz nauki pilotażu bez widoczności ziemi. 
Po próbach w Instytucie Technicznym Lotnictwa w Warszawie, które wykazały, że jest to bardzo udana i dopracowana konstrukcja o doskonałej zwrotności oraz dobrych właściwościach pilotażowych, lotnictwo wojskowe zamówiło w Podlaskiej Wytwórni Samolotów 400 samolotów PWS-26. 
Do produkcji seryjnej przystąpiono w 1936 roku, produkując miesięcznie 10 samolotów tego typu. Produkcję zakończono w połowie 1939 roku i wyprodukowano ich łącznie 310. Obok RWD-8 był to najliczniej produkowany samolot przed 1939 rokiem.

## Użycie

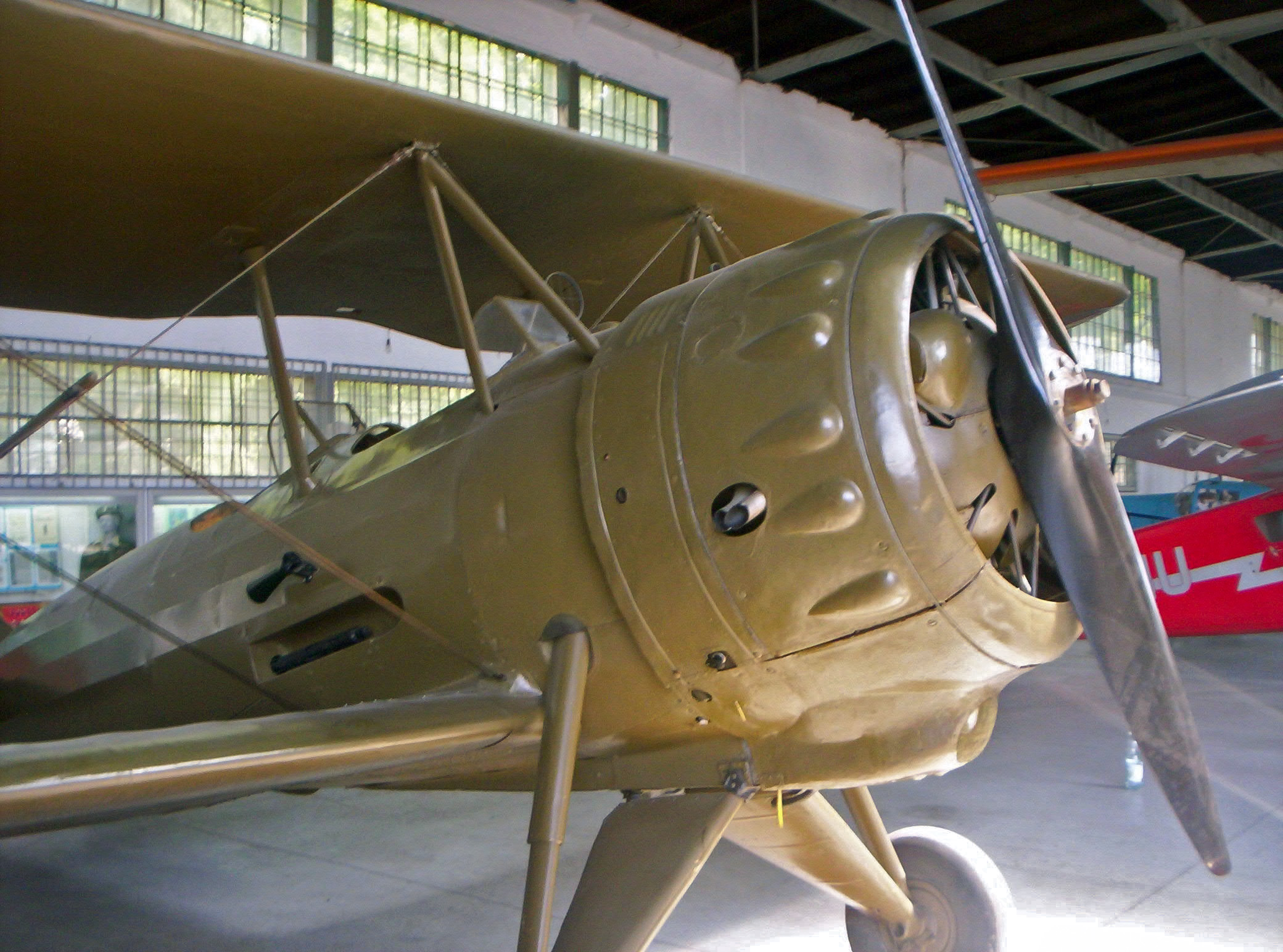
PWS-26 w Muzeum Lotnictwa Polskiego w Krakowie

Od 1937 roku samoloty PWS-26 były systematycznie dostarczane do wojskowych szkół lotniczych (Centrum Wyszkolenia Lotnictwa nr 1 w Dęblinie, Centrum Wyszkolenia Lotnictwa nr 2 w Krośnie, Wyższa Szkoła Pilotów w Grudziądzu), a także do eskadr treningowych pułków lotniczych. 
We wrześniu 1939 roku większość samolotów PWS-26 została zniszczona. Tylko niektórych z nich używano sporadycznie do lotów łącznikowych. 
Pod koniec kampanii wrześniowej 24 września por. pil. Edmund Piorunkiewicz po odnalezieniu w rejonie Włodawy samolotu PWS-26 zwrócił się do gen. Franciszka Kleeberga o zorganizowanie plutonu łącznikowego Samodzielnej Grupy Operacyjnej „Polesie” na co on wyraził zgodę. Pluton ten działał na korzyść SGO „Polesie” w dniach 25 września – 4 października 1939 roku wykonując oprócz zadań łącznikowych, także zadania rozpoznawcze i bombowe, obrzucając oddziały niemieckie granatami ręcznymi. Na samolocie PWS-26 latał por. pil. E. Piorunkiewicz i por. pil. Józef Wodnicki.
W dniach 17–18 września 1939 roku kilkanaście samolotów PWS-26 przeleciało na Łotwę, a dziesięć ewakuowano do Rumunii.

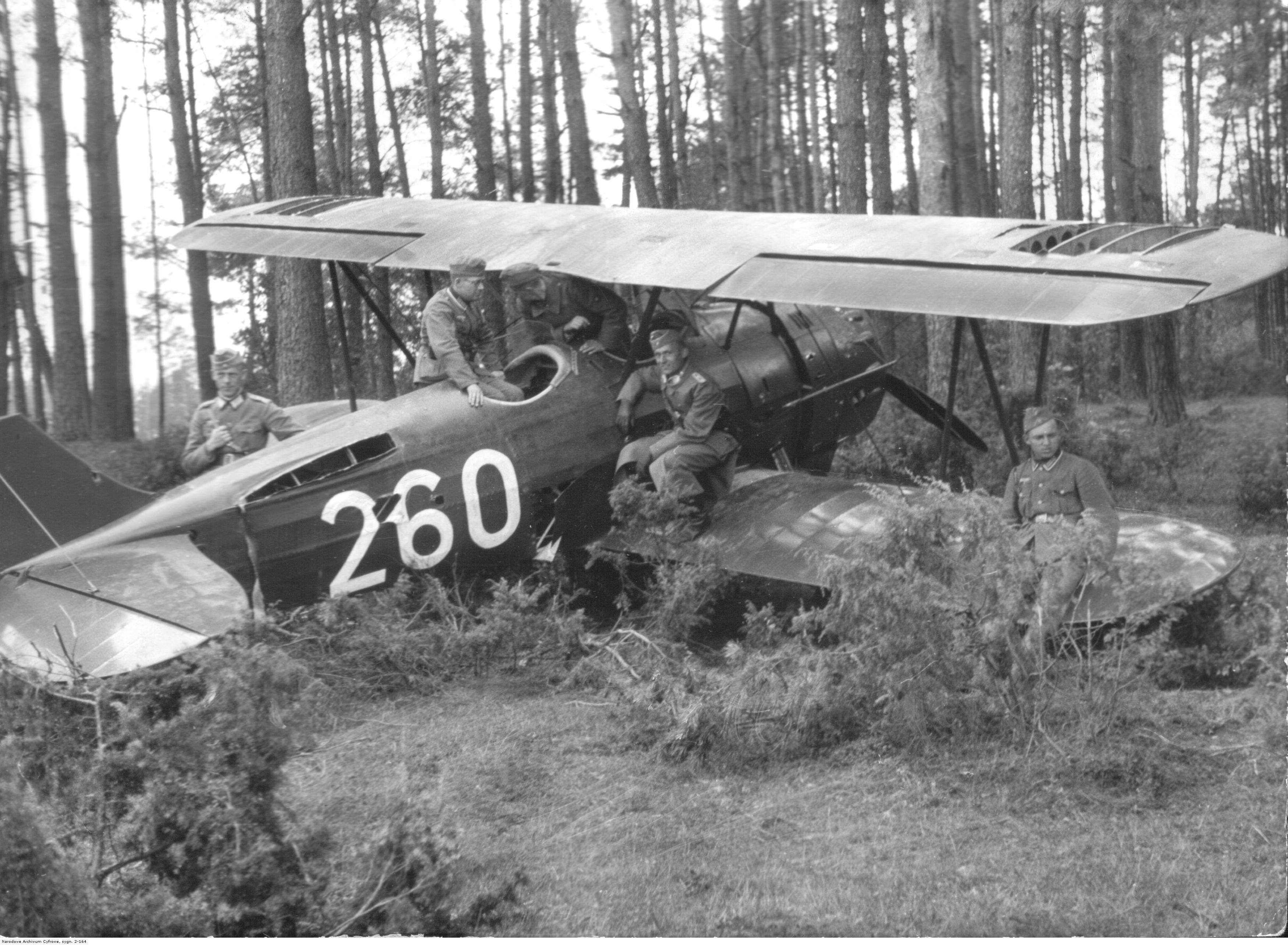
Zdobyty przez Niemców PWS-26

Pozostałe w Polsce samoloty PWS-26 zostały przejęte przez Niemców, którzy część z nich wyremontowali w wytwórni PZL nr 2 w Mielcu, część z nich została sprzedana do Rumunii, a pozostałych używano do szkolenia w Luftwaffe. Także kilkanaście samolotów tego typu zostało przejętych przez oddziały Armii Czerwonej na wschodnich rubieżach Polski. Jeden z samolotów używanych przez Luftwaffe, o znakach rejestracyjnych VG+AS, w połowie 1943 roku został przekazany do berlińskiego Muzeum Komunikacji i Techniki, gdzie był prezentowany do 1944 roku. Bombardowania stolicy Rzeszy zmusiły Niemców do ewakuacji zbiorów muzealnych, wraz z nimi wywieziony został PWS-26, który po zakończeniu II wojny światowej latem 1945 roku odnaleziony został w rejonie Czarnkowa. Został on wyremontowany w Okręgowych Warsztatach Lotniczych w Poznaniu i po nadaniu mu cywilnych numerów rejestracyjnych SP-AJB od listopada 1949 do grudnia 1953 roku używany był w aeroklubie w Poznaniu. Następnie został przekazany do Muzeum Lotnictwa Polskiego w Krakowie, gdzie znajduje się do chwili obecnej.

## Opis konstrukcji

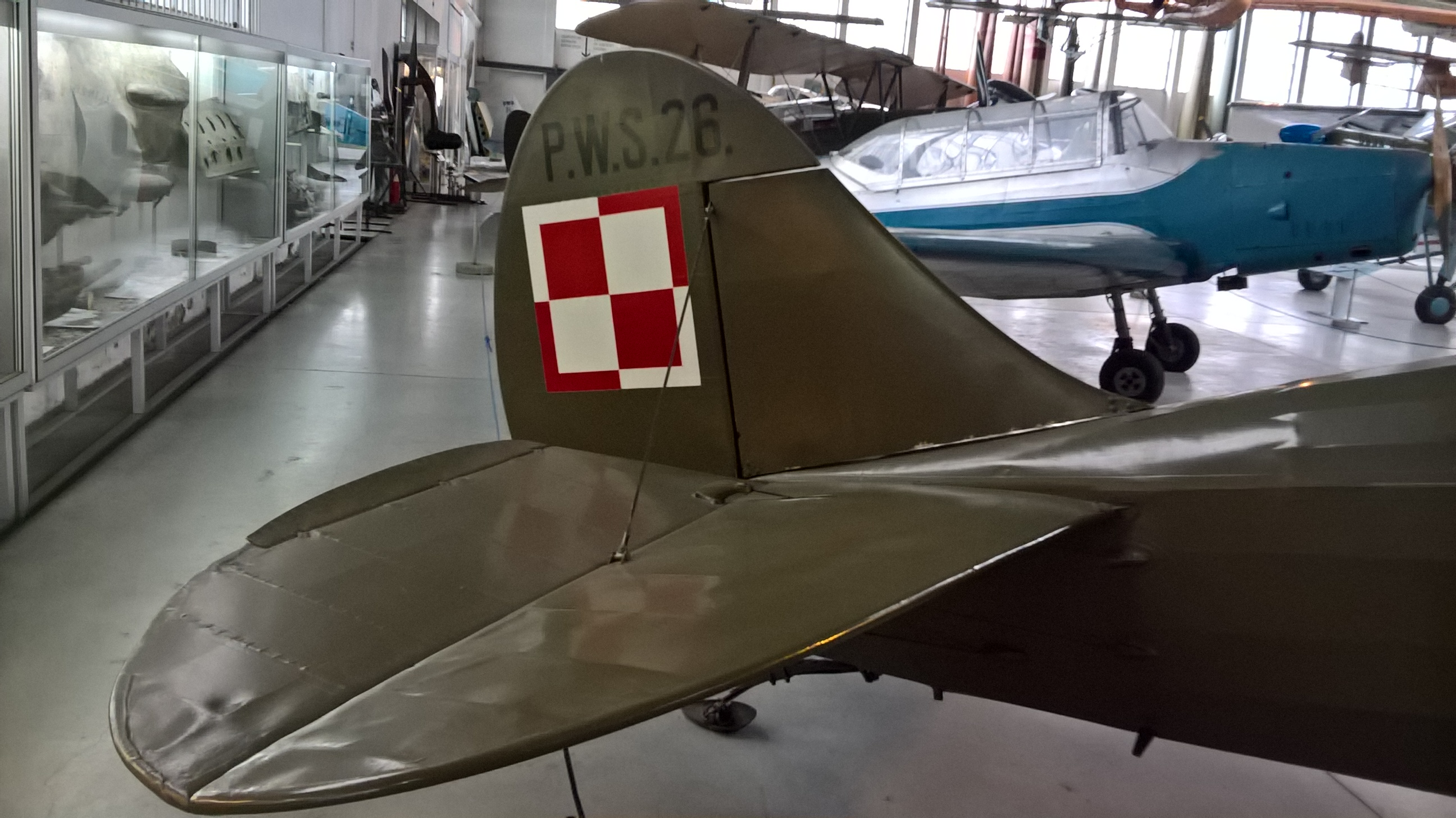
Usterzenie PWS-26

Samoloty PWS-26 był to dwumiejscowy samolot szkolno-treningowy o konstrukcji mieszanej.
Kadłub o konstrukcji kratownicowej z rur stalowych spawanych, usztywnionych dodatkowo cięgnami. Pokrycie kadłuba stanowiło płótno z wyjątkiem silnika który pokryty był blachą aluminiową. Na końcu kadłuba zamontowano klasyczne usterzenie o konstrukcji drewnianej, stateczniki – kryte płótnem a stery – sklejką.
Płaty o konstrukcji drewnianej, kryte sklejką i płótnem. Płaty (górny i dwa dolne) były usztywnione stalowymi rozpórkami i cięgnami. 
Podwozie główne stałe, trójgoleniowe, koła miały hamulce. Samolot miał płozę ogonową.  
Napęd stanowił 9-cylindrowy silnik gwiazdowy Avia-Wright Whirlwind J5, śmigło drewniane dwułopatowe.